# مارلبورو (كونيتيكت)
مارلبورو (بالإنجليزية: Marlborough, Connecticut)‏ هي بلدة أمريكية تقع في الولايات المتحدة في كونيتيكت. يقدر عدد سكانها بـ 6,404 نسمة ومساحتها 60.9 كم2 وترتفع عن سطح البحر 164 متر.

## أعلام
- أ. جاي بولوك
- كريس سيليزا
- ماري هال